# Markéta Mayerová
Markéta Mayerová (* 5. června 1967 Zlín) je česká moderátorka.

## Život
Vystudovala právnickou fakultu a získala titul JUDr.
V roce 1993 moderovala na Radiu Kiss, kde se seznámila se Slávkem Bourou. S Bourou pak od roku 1995 uváděla různé pořady na TV Nova – Snídaně s Novou, Rande, Dobré Bydlo či Vabank. Snídani s Novou přestali moderovat v roce 1998. Roku 2005 s Bourou moderovala pořad Pelmel na TOP TV. V roce 2006 na TV Prima se Slávkem Bourou provázela pořadem Můžu u Vás přespat?. V letech 2012–2017 moderovala na rádiu Frekvence 1. Od roku 2019 moderuje na Českém rozhlase Dvojka pořad Kolotoč. Dále moderuje odpolední show na rádiu Bonton. 
V letech 1997–2008 byla vdaná za Slávka Bouru, v roce 2000 se jim narodila dcera Agáta.